# 夕雲 (駆逐艦)
夕雲（ゆうぐも / ゆふぐも）は、日本海軍の駆逐艦（一等駆逐艦）。夕雲型駆逐艦の1番艦である。

## 概要
日本海軍が舞鶴海軍工廠で1940年（昭和15年）6月から1941年（昭和16年）12月5日にかけて建造した駆逐艦。太平洋戦争開戦時は警備駆逐艦として横須賀鎮守府に所属し、哨戒・警備任務に従事する。
1942年（昭和17年）3月10日、夕雲型2隻（夕雲、巻雲）は新編の第10駆逐隊に所属。4月18日のドーリットル空襲時、第10駆逐隊は他部隊と共に米軍機動部隊迎撃任務に従事するが会敵しなかった。続いて定数4隻を揃えた第10駆逐隊（夕雲、巻雲、風雲、秋雲）は南雲機動部隊に所属して5月下旬から6月上旬のミッドウェー作戦に参加後、内地に帰投する。
7月14日附の艦隊再編により第三艦隊編成後も、第10駆逐隊は機動部隊に所属して第二次ソロモン海戦や南太平洋海戦（機動部隊前衛）に従事した。11月にはガダルカナル島への駆逐艦輸送作戦（鼠輸送）に加わる。
11月中旬の第三次ソロモン海戦における第10駆逐隊と駆逐艦「朝潮」は、ヘンダーソン飛行場砲撃を行う巡洋艦3隻（鈴谷、摩耶、天龍）や、間接支援中の3隻（鳥海、衣笠、五十鈴）を護衛した（ヘンダーソン基地艦砲射撃）後、東部ニューギニアへの輸送作戦に従事する。
1943年（昭和18年）2月初旬、第10駆逐隊はガダルカナル島撤収作戦（ケ号作戦）に従事。第一次撤退作戦中、「巻雲」が触雷し、「夕雲」が自沈処理をおこなった。3隻編制となった第10駆逐隊（夕雲、風雲、秋雲）は、ガダルカナル島撤退後の輸送船団護衛や駆逐艦輸送任務に従事した。5月上旬に内地帰投後、第10駆逐隊は北方部隊に編入され、第一水雷戦隊（司令官木村昌福少将）指揮下で7月のキスカ島撤退作戦に従事した。
9月には再びソロモン諸島に進出、第10駆逐隊はニュージョージア島の戦いに投入される。10月6日、第三水雷戦隊司令官伊集院松治大佐（旗艦「秋雲」）指揮下でベララベラ島撤退作戦に参加、米軍駆逐艦と夜間水上戦闘になる（第二次ベララベラ海戦）。この戦闘で「夕雲」は撃沈された。
艦名は海上自衛隊のやまぐも型護衛艦6番艦「ゆうぐも」に引き継がれた。

## 艦歴

### 竣工まで
1939年度（④計画）仮称第116号艦として建造を認められ、1940年（昭和15年）6月12日、舞鶴海軍工廠にて起工。
1941年（昭和16年）2月5日、正式に「夕雲」と命名され、艦艇類別等級表に「一等駆逐艦夕雲型」が登録される。
3月16日、「夕雲」は進水した。同日附で横須賀鎮守府籍となる。日本海軍は7月1日附で、駆逐艦「栂」「磯波」「浦波」の駆逐艦長を務めた仙波繁雄中佐を、「夕雲」艤装員長に補職する。
8月5日、舞鶴海軍工廠内に「夕雲」艤装員事務所を設置。
10月16日、仙波中佐は「夕雲」駆逐艦長（初代）に任命される。
12月5日、竣工。同日附で横須賀鎮守府部隊の警備駆逐艦となる。翌日に舞鶴を出港、横須賀に向かった。

### 横須賀での行動
1941年（昭和16年）12月8日の真珠湾攻撃および太平洋戦争開戦を経て、「夕雲」は12月14日付で海面防備部隊に編入。駆逐艦「澤風」や敷設艇「猿島」等と、東京湾外、伊豆諸島方面で対潜哨戒活動に従事する。2月21日には、ソビエト連邦商船の臨検を実施している。
1942年（昭和17年）3月上旬、機関部の故障修理を実施。
3月14日、藤永田造船所において夕雲型駆逐艦2番艦「巻雲」が竣工。同日、日本海軍は夕雲型2隻（夕雲、巻雲）で第10駆逐隊を編成する。第10駆逐隊司令（初代）には、第8駆逐隊司令としてバリ島沖海戦で活躍した阿部俊雄大佐が任命された。
同時期、米軍機動部隊出現の徴候があったため横須賀在泊の大型艦の一部を伊勢湾に移動させることになり、「夕雲」は先行して伊勢湾周辺の対潜掃蕩を実施するよう下令された。
3月20日、横須賀に戻る。その後も哨戒行動に従事した。
3月28日、浦賀船渠で夕雲型駆逐艦3番艦「風雲」が竣工。同日附で第10駆逐隊に編入される。
4月10日、戦隊改編により第一航空艦隊（司令長官南雲忠一中将）の直衛に任ずる部隊として第十戦隊（司令官木村進少将）が編成され、第10駆逐隊も第十戦隊に編入された。4月13日、阿部司令は司令駆逐艦を「風雲」に指定。
4月15日、駆逐艦「秋雲」が第10駆逐隊に編入され、10駆は定数4隻（夕雲、巻雲、風雲、秋雲）となる。これまでの第一水雷戦隊（司令官大森仙太郎少将）に代わって南雲機動部隊の直衛に就く第十戦隊は、旗艦「長良」以下、
- 第10駆逐隊《第1小隊：(1)風雲、(2)夕雲、第2小隊：(3)巻雲、(4)秋雲》
- 第17駆逐隊《第1小隊：(1)谷風、(2)浦風、第2小隊：(3)浜風、(4)磯風》
- 第7駆逐隊《第1小隊：(1)潮、(2)漣、第2小隊：(3)曙》

が所属していた。だが第七駆逐隊は機動部隊から外されており、実際の機動部隊警戒隊（指揮官：第十戦隊司令官）は「長良」及び第4駆逐隊（司令有賀幸作大佐：嵐、野分、萩風、舞風）、第10駆逐隊、第17駆逐隊という編制である。
4月18日、米軍機動部隊（空母「ホーネット」「エンタープライズ」基幹）は日本本土空襲を敢行（ドーリットル空襲）。第二艦隊司令長官近藤信竹中将は東日本在泊の艦艇（第四戦隊《愛宕、高雄、摩耶》、空母《祥鳳》、第4駆逐隊《嵐、野分》、第7駆逐隊《潮、曙、漣》、第10駆逐隊《風雲、夕雲、巻雲》、第8駆逐隊《朝潮、荒潮》）を中心に『前進部隊本隊』を編制。その他の部隊・艦を指揮して日本本土を出撃した。その後、会敵することなく作戦中止となり、各艦・各隊は母港に帰投した。
第十戦隊は6月5日のミッドウェー海戦が初陣となった。だが海戦は惨敗。第10駆逐隊は最後まで戦闘力を維持していた第二航空戦隊旗艦「飛龍」（司令官山口多聞少将座乗）の直衛および被弾後の救援活動に従事した。海戦後、6月13日に呉に帰投した。
7月14日、臨時編成の第一航空艦隊が解散して第三艦隊が編成され、引続き南雲中将が司令長官、草鹿龍之介少将が参謀長となった。この間の8月7日、ガダルカナル島にアメリカ軍が上陸してガダルカナル島の戦いが始まった。8月16日、第三艦隊は柱島泊地を出撃してトラック諸島に向かうが、アメリカ機動部隊が出現した事によりソロモン諸島東方海域に急行した。8月24日の第二次ソロモン海戦でも空母の直衛を務めた。10月26日の南太平洋海戦では前衛部隊に配される。11月3日に第10駆逐隊は第二水雷戦隊（田中頼三少将）、第七戦隊（司令官西村祥治少将）とともに外南洋部隊に加勢された。11月10日のガダルカナル島への鼠輸送では、92名の傷病兵を収容してショートランドに帰投した。
第三次ソロモン海戦では外南洋部隊支援隊（重巡《鈴谷、摩耶》、軽巡《天龍》、駆逐艦《第10駆逐隊〔夕雲、巻雲、風雲〕、第8駆逐隊〔朝潮〕》）としてショートランド泊地を出撃、ガダルカナル島ヘンダーソン飛行場基地を砲撃する。第八艦隊主隊（鳥海、衣笠、五十鈴）と合流して退避中にニュージョージア島南方で「エンタープライズ」艦載機の攻撃を受けた重巡洋艦「衣笠」が沈没。「夕雲」と「巻雲」は「衣笠」乗組員の救助をおこなった。間を置かずブナとゴナの戦いに加わる。11月28日、第10駆逐隊司令指揮下の駆逐艦4隻（夕雲、巻雲、風雲、白露）による陸兵輸送作戦を実施するが、29日昼間にB-17の空襲を受けて「白露」が大破、「巻雲」も至近弾で損傷、輸送作戦は中止された。12月までブナ地区への兵員揚陸を行った。12月16日からはウェワク攻略作戦に参加した。

### 昭和18年の戦い
1943年（昭和18年）1月18日、第10駆逐隊司令は阿部大佐から吉村真武大佐に交代（吉村大佐は1月7日まで軽巡「龍田」艦長）。第10駆逐隊は吉村司令のもとでガダルカナル島からの撤退作戦に参加した（ケ号作戦）。2月1日の第一次作戦では、「夕雲」はエスペランス岬へ接近する途中で触雷し航行不能となった「巻雲」の全乗員を収容した上で、雷撃処分を行った。2月4日の第二次作戦でも輸送隊に加わり、2月7日の第三次作戦ではラッセル諸島からの撤退作戦を行った。
作戦終了後はパラオに回航され、第41師団（阿部平輔中将）をウェワクへ輸送する丙三号輸送に従事し、3月にはウェワクとマダンの間にあるハンサ湾へ第20師団（青木重誠中将）の将兵を輸送する輸送船団の護衛を行った（第一次ハンサ輸送）。
3月19日、「夕雲」と「風雲」はツルブへ弾薬、糧食を揚陸した。その後はラバウルを経てショートランドへ再進出する。
3月25日附で「夕雲」駆逐艦長は仙波中佐から大迫東中佐に交代する。
3月31日から4月1日にかけてコロンバンガラ島への緊急輸送を二度にわたって実施。4月10日にはニューブリテン島ツルブへの輸送作戦を行う。このあと、第十戦隊（軽巡《阿賀野》、駆逐艦《雪風、夕雲、秋雲》）は第一航空戦隊（瑞鶴、瑞鳳）を護衛して内地へ帰投。「夕雲」は5月9日に横須賀に帰投した。
6月10日、第六駆逐隊（秋雲、風雲、夕雲）は北方部隊に編入。6月13日に幌筵海峡に到着し、北方部隊の水雷部隊に編入された。7月に行われたキスカ島撤退作戦（ケ号作戦）に、途中反転の第一次作戦、成功した第二次作戦ともに収容駆逐隊として参加。木村少将指揮下の艦隊は（阿武隈《木村少将旗艦》、木曾、島風、響、朝雲、薄雲、長波、秋雲、夕雲、風雲、若葉《初霜と衝突し離脱》、初霜《若葉の衝突後は燃料補給部隊護衛》、五月雨）、主隊（多摩）、燃料補給部隊（国後、日本丸）という部隊区分だった。撤退作戦を終えた後は8月3日付で機動部隊に復帰し、横須賀を経て呉に移動。8月16日、連合艦隊司令長官古賀峯一大将直率の主力部隊（戦艦3隻〈大和、長門、扶桑〉、空母〈大鷹〉、巡洋艦3隻〈愛宕、高雄、能代〉、駆逐艦部隊〈涼風、海風、秋雲、夕雲、若月、天津風、初風〉）は呉を出撃し、トラックへ向かう。
9月20日、「夕雲」は第三水雷戦隊（司令官伊集院松治大佐）の指揮下に入り、ニュージョージア島の戦いに加わった。9月21日附で吉村大佐は第10駆逐隊司令の職務を解かれ、天野重隆大佐（8月20日まで第21駆逐隊司令）に交代する。「夕雲」は間もなくコロンバンガラ島からの撤退作戦「セ号作戦」に参加した。
9月28日夜と10月2日夜に二度にわたって行われた作戦では夜襲部隊として敵艦隊の出現に備えたが、何事も無くラバウルに帰投することができた。戦いは間を置かず続けられ、ベララベラ島からの撤退作戦が行われる。
10月6日未明にラバウルを出撃し、ブーゲンビル島南方海域で欺瞞航路をとった後、ベララベラ島近海に向かった。6日夜、フランク・R・ウォーカー大佐率いる第42駆逐群の先制攻撃を受けて第二次ベララベラ海戦が始まった。伊集院大佐（三水戦司令官）は夜襲隊（秋雲《旗艦》、風雲、夕雲、磯風、時雨、五月雨）と、輸送隊（文月、夕凪、松風、小型艦艇多数）を率いてアメリカ水雷戦隊と交戦した。「夕雲」は隊列の四番艦として行動していたが、第42駆逐群の先制攻撃にいち早く応戦し、20時56分に魚雷を発射すると同時に砲撃を開始。「夕雲」は第42駆逐群からの集中砲火を一身に浴びて火災が発生した。「秋雲」と「風雲」も1分遅れで砲撃を開始する。しかし、その第42駆逐群も「シャヴァリア」に魚雷が命中して陣形は乱れ始め、「シャヴァリア」には後続の「オバノン」が追突する。米艦隊旗艦「セルフリッジ」は27駆（時雨、五月雨）と交戦し、艦首に被雷して戦場から避退した。
隊列から脱落した「夕雲」に、21時5分米軍の魚雷が命中、21時10分（戦闘概報では20分）に沈没した。大迫艦長や山岸計夫水雷長を初めとして夕雲乗員の大半（241名）は戦死。海戦の最中に「風雲」が何名か救助し、アメリカの魚雷艇によって78名が救助された。しかし、36名が収容されていた魚雷艇「PT-163」では事件が起こった。日本軍生存者を救助後に基地（ニュージョージア島北東部）へ帰投中（またはベララベラ島ビロアで捕虜を降ろすためのランチを待っている際）、捕虜の一人が飲料水を希望。そこでレイモンド・アルバート二等水兵がコップ（または水筒）を渡したところ、日本兵は機関短銃を奪い取ってアルバートを射殺した。このため別の見張りが発砲し、反乱を起こそうとした日本兵を射殺している。
その他、「夕雲」機関長以下25名は、やはり海戦で沈没した「シャヴァリア」のものと思しき無人の艦載艇を分捕った。やがてアメリカ軍魚雷艇が出現して乗り移るよう指示されたものの猛烈な拒否行動を示したため魚雷艇は逃げ去り、1日半経ってからブーゲンビル島・ブインに到着した。一方で、アメリカ軍の魚雷艇は降伏を拒否されたのち「夕雲」の生存者分の食糧と飲料水を魚雷艇からボートへ分け与えると、反転し去っていったという。種子島洋二第一輸送隊隊長は、死闘の続くソロモン海で「はじめて聞いたすがすがしい話」と述べている。第八艦隊司令長官鮫島具重中将はブインの桟橋に赴いてカッターを出迎え、機関長以下25名の行動を称えた。
一方、当時「夕雲」汽罐長であった及川幸介は以下のように書いており上記の内容とは少し異なる。「夕雲」沈没後、集まった生存者でイカダを作り漂流した。この時は24名であった。夜明け後、敵機が生存者救助のため飛来し、続いて敵魚雷艇5隻が出現。魚雷艇が「夕雲」生存者のもとに近づいた際、もうだめだと思った一人が海にもぐって消え、さらに二人がそれに続いた。魚雷艇は「夕雲」乗員を救助しようとしたものの、拒否されるとパン1本と水筒1個をイカダに投げ込み去った。その後敵の遺棄した救助艇を発見、日没後ボートの確保に成功し、漂流していた生存者7名を救助してブインへと向かった。昼ごろブーゲンビル島の第五特別陸戦隊山口部隊のところにたどり着いたが、ここで重傷者1名が死亡。残る機関長北条大尉以下27名が同日ブインに帰還した。
駆逐艦「夕雲」は12月1日附で夕雲型駆逐艦、第10駆逐隊、帝国駆逐艦籍のそれぞれから除籍された。

## 歴代艦長
艤装員長
1. 仙波繁雄 中佐：1941年7月31日[25] - 1941年10月16日[27]

駆逐艦長
1. 仙波繁雄 中佐：1941年10月16日[27] - 1943年3月25日[69]
2. 大迫東 中佐：1943年3月25日[69] - 1943年10月6日 戦死、同日付任海軍大佐[113]